# Lista campionilor mondiali la schi alpin
Campionatul Mondial de Schi Alpin are loc de regulă din doi în doi ani. Organizatorul concursului este Fédération Internationale de Ski (FIS), este o probă importantă care are loc și la Jocurile Olimpice. Primul campionat mondial de schi alpin a avut loc în anul 1931. Campionatul n-a avut loc în timpul celui de al doilea război mondial, urmând ca să fie preluat din nou în anul 1948, la fiecare doi ani. În anul 1980 câștigătorul de la Jocurile Olimpice de iarnă a fost declarat automat și campion mondial. Din anul 1985 campionatul mondial are loc în anii impari, fără să țină cont când au loc Jocurile Olimpice.

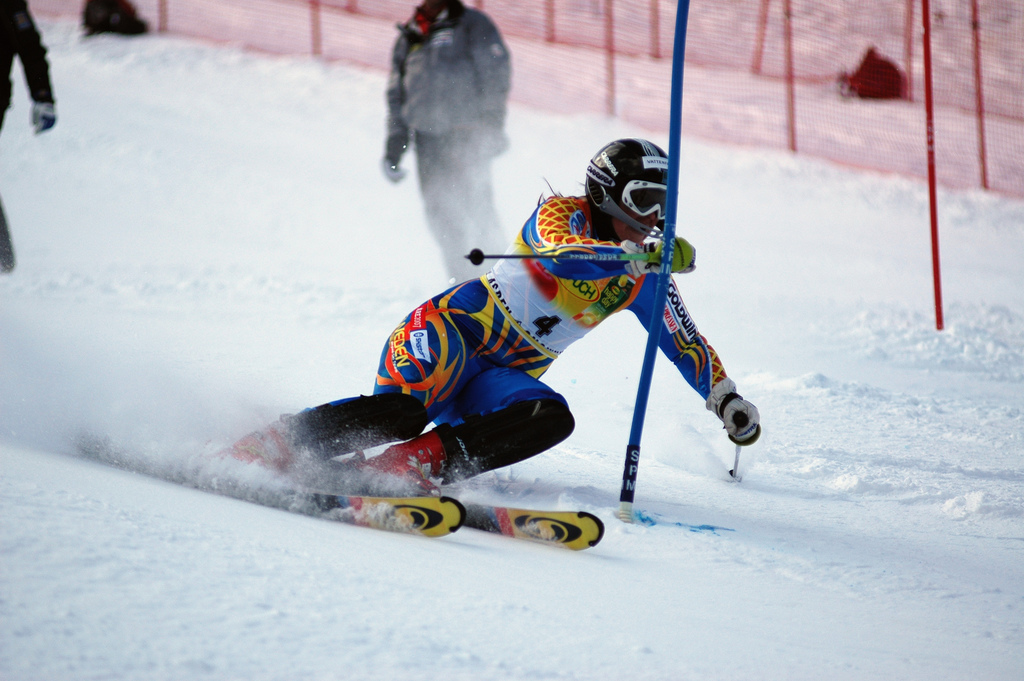
Anja Pärson, schioarea cu rezultatele cele mai bune de până acum

## Bărbați

#### Coborâre
| CM   | Aur                                | Argint                             | Bronz                              |
| ---- | ---------------------------------- | ---------------------------------- | ---------------------------------- |
| 1931 | Walter Prager (SUI)                | Otto Furrer (SUI)                  | Willi Steuri (SUI)                 |
| 1932 | Gustav Lantschner (AUT)            | David Zogg (SUI)                   | Otto Furrer (SUI)                  |
| 1933 | Walter Prager (SUI)                | David Zogg (SUI)                   | Hans Hauser (Skirennläufer) (AUT)  |
| 1934 | David Zogg (SUI)                   | Franz Pfnür (GER)                  | Heinz von Allmen (SUI) Italia      |
| 1935 | Franz Zingerle (AUT)               | Émile Allais (FRA)                 | Willi Steuri (SUI)                 |
| 1936 | Rudolf Rominger (SUI)              | Giacinto Sertorelli (ITA)          | Heinz von Allmen (SUI)             |
| 1937 | Émile Allais (FRA)                 | Maurice Lafforgue (FRA) Italia     | -                                  |
| 1938 | James Couttet (FRA)                | Émile Allais (FRA)                 | Hellmut Lantschner (GER)           |
| 1939 | Hellmut Lantschner (GER)           | Josef Jennewein (GER)              | Karl Molitor (SUI)                 |
| 1941 | Josef Jennewein (GER)              | Alberto Marcellin (ITA)            | Rudolf Cranz (GER)                 |
| 1948 | Henri Oreiller (FRA)               | Franz Gabl (AUT)                   | Karl Molitor (SUI) Elveția         |
| 1950 | Zeno Colò (ITA)                    | James Couttet (FRA)                | Egon Schöpf (AUT)                  |
| 1952 | Zeno Colò (ITA)                    | Othmar Schneider (AUT)             | Christian Pravda (AUT)             |
| 1954 | Christian Pravda (AUT)             | Martin Strolz (AUT)                | Ernst Oberaigner (AUT)             |
| 1956 | Toni Sailer (AUT)                  | Raymond Fellay (SUI)               | Andreas Molterer (AUT)             |
| 1958 | Toni Sailer (AUT)                  | Roger Staub (SUI)                  | Jean Vuarnet (FRA)                 |
| 1960 | Jean Vuarnet (FRA)                 | Hans-Peter Lanig (GER)             | Guy Périllat (FRA)                 |
| 1962 | Karl Schranz (AUT)                 | Émile Viollat (FRA)                | Egon Zimmermann (AUT)              |
| 1964 | Egon Zimmermann (AUT)              | Léo Lacroix (FRA)                  | Wolfgang Bartels (Skiläufer) (GER) |
| 1966 | Jean-Claude Killy (FRA)            | Léo Lacroix (FRA)                  | Franz Vogler (GER)                 |
| 1968 | Jean-Claude Killy (FRA)            | Guy Périllat (FRA)                 | Jean-Daniel Dätwyler (SUI)         |
| 1970 | Bernhard Russi (SUI)               | Karl Cordin (AUT)                  | Malcolm Milne (AUS)                |
| 1972 | Bernhard Russi (SUI)               | Roland Collombin (SUI)             | Heinrich Messner (AUT)             |
| 1974 | David Zwilling (AUT)               | Franz Klammer (AUT)                | Willi Frommelt (LIE)               |
| 1976 | Franz Klammer (AUT)                | Bernhard Russi (SUI)               | Herbert Plank (ITA)                |
| 1978 | Josef Walcher (Skifahrer) (AUT)    | Michael Veith (Skiläufer) (GER)    | Werner Grissmann (AUT)             |
| 1980 | Leonhard Stock (AUT)               | Peter Wirnsberger (AUT)            | Steve Podborski (CAN)              |
| 1982 | Harti Weirather (AUT)              | Conradin Cathomen (SUI)            | Erwin Resch (AUT)                  |
| 1985 | Pirmin Zurbriggen (SUI)            | Peter Müller (Skirennfahrer) (SUI) | Doug Lewis (USA)                   |
| 1987 | Peter Müller (Skirennfahrer) (SUI) | Pirmin Zurbriggen (SUI)            | Karl Alpiger (SUI)                 |
| 1989 | Hans-Jörg Tauscher (GER)           | Peter Müller (Skirennfahrer) (SUI) | Karl Alpiger (SUI)                 |
| 1991 | Franz Heinzer (SUI)                | Peter Runggaldier (ITA)            | Daniel Mahrer (SUI)                |
| 1993 | Urs Lehmann (SUI)                  | Atle Skårdal (NOR)                 | AJ Kitt (USA)                      |
| 1996 | Patrick Ortlieb (AUT)              | Kristian Ghedina (ITA)             | Luc Alphand (FRA)                  |
| 1997 | Bruno Kernen (SUI)                 | Lasse Kjus (NOR)                   | Kristian Ghedina (ITA)             |
| 1999 | Hermann Maier (AUT)                | Lasse Kjus (NOR)                   | Kjetil André Aamodt (NOR)          |
| 2001 | Hannes Trinkl (AUT)                | Hermann Maier (AUT)                | Florian Eckert (GER)               |
| 2003 | Michael Walchhofer (AUT)           | Kjetil André Aamodt (NOR)          | Bruno Kernen (SUI)                 |
| 2005 | Bode Miller (USA)                  | Daron Rahlves (USA)                | Michael Walchhofer (AUT)           |
| 2007 | Aksel Lund Svindal (NOR)           | Jan Hudec (CAN)                    | Patrik Järbyn (SWE)                |
| 2009 | Canada                             | Didier Cuche (SUI)                 | Carlo Janka (SUI)                  |

#### Slalom super-uriaș (Super G)
În anul 1993 din cauza timpului nefavorabil, n-a avut loc.
| CM   | Aur                          | Argint                                         | Bronz                     |
| ---- | ---------------------------- | ---------------------------------------------- | ------------------------- |
| 1987 | Pirmin Zurbriggen (SUI)      | Marc Girardelli (LUX)                          | Markus Wasmeier (GER)     |
| 1989 | Martin Hangl (SUI)           | Pirmin Zurbriggen (SUI)                        | Tomaž Čižman (YUG)        |
| 1991 | Stephan Eberharter (AUT)     | Kjetil André Aamodt (NOR)                      | Franck Piccard (FRA)      |
| 1996 | Atle Skårdal (NOR)           | Patrik Järbyn (SWE)                            | Kjetil André Aamodt (NOR) |
| 1997 | Atle Skårdal (NOR)           | Lasse Kjus (NOR)                               | Günther Mader (AUT)       |
| 1999 | Hermann Maier (AUT) Norvegia | -                                              | Hans Knauß (AUT)          |
| 2001 | Daron Rahlves (USA)          | Stephan Eberharter (AUT)                       | Hermann Maier (AUT)       |
| 2003 | Stephan Eberharter (AUT)     | Hermann Maier (AUT) Statele Unite ale Americii | -                         |
| 2005 | Bode Miller (USA)            | Michael Walchhofer (AUT)                       | Benjamin Raich (AUT)      |
| 2007 | Patrick Staudacher (ITA)     | Fritz Strobl (AUT)                             | Bruno Kernen (SUI)        |
| 2009 | Didier Cuche (SUI)           | Peter Fill (ITA)                               | Aksel Lund Svindal (NOR)  |

#### Slalom uriaș
| CM   | Aur                        | Argint                         | Bronz                                 |
| ---- | -------------------------- | ------------------------------ | ------------------------------------- |
| 1950 | Zeno Colò (ITA)            | Fernand Grosjean (SUI)         | James Couttet (FRA)                   |
| 1952 | Stein Eriksen (NOR)        | Christian Pravda (AUT)         | Toni Spiss (AUT)                      |
| 1954 | Stein Eriksen (NOR)        | François Bonlieu (FRA)         | Andreas Molterer (AUT)                |
| 1956 | Toni Sailer (AUT)          | Andreas Molterer (AUT)         | Walter Schuster (Skirennläufer) (AUT) |
| 1958 | Toni Sailer (AUT)          | Josef Rieder (AUT)             | François Bonlieu (FRA) Elveția        |
| 1960 | Roger Staub (SUI)          | Josef Stiegler (AUT)           | Ernst Hinterseer (AUT)                |
| 1962 | Egon Zimmermann (AUT)      | Karl Schranz (AUT)             | Martin Burger (AUT)                   |
| 1964 | François Bonlieu (FRA)     | Karl Schranz (AUT)             | Josef Stiegler (AUT)                  |
| 1966 | Guy Périllat (FRA)         | Georges Mauduit (FRA)          | Karl Schranz (AUT)                    |
| 1968 | Jean-Claude Killy (FRA)    | Willy Favre (SUI)              | Heinrich Messner (AUT)                |
| 1970 | Karl Schranz (AUT)         | Werner Bleiner (AUT)           | Dumeng Giovanoli (SUI)                |
| 1972 | Gustav Thöni (ITA)         | Edmund Bruggmann (SUI)         | Werner Mattle (SUI)                   |
| 1974 | Gustav Thöni (ITA)         | Hansi Hinterseer (AUT)         | Piero Gros (ITA)                      |
| 1976 | Heini Hemmi (SUI)          | Ernst Good (SUI)               | Ingemar Stenmark (SWE)                |
| 1978 | Ingemar Stenmark (SWE)     | Andreas Wenzel (LIE)           | Willi Frommelt (LIE)                  |
| 1980 | Ingemar Stenmark (SWE)     | Andreas Wenzel (LIE)           | Hans Enn (AUT)                        |
| 1982 | Steve Mahre (USA)          | Ingemar Stenmark (SWE)         | Boris Strel (YUG)                     |
| 1985 | Markus Wasmeier (GER)      | Pirmin Zurbriggen (SUI)        | Marc Girardelli (LUX)                 |
| 1987 | Pirmin Zurbriggen (SUI)    | Marc Girardelli (LUX)          | Alberto Tomba (ITA)                   |
| 1989 | Rudolf Nierlich (AUT)      | Helmut Mayer (AUT)             | Pirmin Zurbriggen (SUI)               |
| 1991 | Rudolf Nierlich (AUT)      | Urs Kälin (SUI)                | Johan Wallner (SWE)                   |
| 1993 | Kjetil André Aamodt (NOR)  | Rainer Salzgeber (AUT)         | Johan Wallner (SWE)                   |
| 1996 | Alberto Tomba (ITA)        | Urs Kälin (SUI)                | Michael von Grünigen (SUI)            |
| 1997 | Michael von Grünigen (SUI) | Lasse Kjus (NOR)               | Andreas Schifferer (AUT)              |
| 1999 | Lasse Kjus (NOR)           | Marco Büchel (Skiläufer) (LIE) | Steve Locher (SUI)                    |
| 2001 | Michael von Grünigen (SUI) | Kjetil André Aamodt (NOR)      | Frédéric Covili (FRA)                 |
| 2003 | Bode Miller (USA)          | Hans Knauß (AUT)               | Erik Schlopy (USA)                    |
| 2005 | Hermann Maier (AUT)        | Benjamin Raich (AUT)           | Daron Rahlves (USA)                   |
| 2007 | Aksel Lund Svindal (NOR)   | Daniel Albrecht (SUI)          | Didier Cuche (SUI)                    |
| 2009 | Carlo Janka (SUI)          | Benjamin Raich (AUT)           | Ted Ligety (USA)                      |

#### Slalom
| CM   | Aur                                           | Argint                          | Bronz                             |
| ---- | --------------------------------------------- | ------------------------------- | --------------------------------- |
| 1931 | David Zogg (SUI)                              | Anton Seelos (AUT)              | Friedl Däuber (GER)               |
| 1932 | Friedl Däuber (GER)                           | Otto Furrer (SUI)               | Hans Hauser (Skirennläufer) (AUT) |
| 1933 | Anton Seelos (AUT)                            | Gustav Lantschner (AUT)         | Willi Steuri (SUI)                |
| 1934 | Franz Pfnür (GER)                             | David Zogg (SUI)                | Willi Steuri (SUI)                |
| 1935 | Anton Seelos (AUT)                            | David Zogg (SUI)                | Friedl Pfeifer (AUT) Franța       |
| 1936 | Rudolph Matt (AUT)                            | Eberhard Kneissl (AUT)          | Rudolf Rominger (SUI)             |
| 1937 | Émile Allais (FRA)                            | Wilhelm Walch (AUT)             | Roman Wörndle (GER)               |
| 1938 | Rudolf Rominger (SUI)                         | Émile Allais (FRA)              | Hellmut Lantschner (GER)          |
| 1939 | Rudolf Rominger (SUI)                         | Josef Jennewein (GER)           | Wilhelm Walch (GER)               |
| 1941 | Albert Pfeifer (GER) Vittorio Chierroni (ITA) | -                               | Alberto Marcellin (ITA)           |
| 1948 | Edy Reinalter (SUI)                           | James Couttet (FRA)             | Henri Oreiller (FRA)              |
| 1950 | Georges Schneider (SUI)                       | Zeno Colò (ITA)                 | Stein Eriksen (NOR)               |
| 1952 | Othmar Schneider (AUT)                        | Stein Eriksen (NOR)             | Guttorm Berge (NOR)               |
| 1954 | Stein Eriksen (NOR)                           | Benedikt Obermüller (GER)       | Toni Spiss (AUT)                  |
| 1956 | Toni Sailer (AUT)                             | Chiharu Igaya (JPN)             | Stig Sollander (SWE)              |
| 1958 | Josef Rieder (AUT)                            | Toni Sailer (AUT)               | Chiharu Igaya (JPN)               |
| 1960 | Ernst Hinterseer (AUT)                        | Mathias Leitner (AUT)           | Charles Bozon (FRA)               |
| 1962 | Charles Bozon (FRA)                           | Guy Périllat (FRA)              | Gerhard Nenning (AUT)             |
| 1964 | Josef Stiegler (AUT)                          | Billy Kidd (USA)                | Jimmy Heuga (USA)                 |
| 1966 | Carlo Senoner (ITA)                           | Guy Périllat (FRA)              | Louis Jauffret (FRA)              |
| 1968 | Jean-Claude Killy (FRA)                       | Herbert Huber (Skiläufer) (AUT) | Alfred Matt (AUT)                 |
| 1970 | Jean-Noël Augert (FRA)                        | Patrick Russel (FRA)            | Billy Kidd (USA)                  |
| 1972 | Francisco Fernández Ochoa (ESP)               | Gustav Thöni (ITA)              | Roland Thöni (ITA)                |
| 1974 | Gustav Thöni (ITA)                            | David Zwilling (AUT)            | Francisco Fernández Ochoa (ESP)   |
| 1976 | Piero Gros (ITA)                              | Gustav Thöni (ITA)              | Willi Frommelt (LIE)              |
| 1978 | Ingemar Stenmark (SWE)                        | Piero Gros (ITA)                | Paul Frommelt (LIE)               |
| 1980 | Ingemar Stenmark (SWE)                        | Phil Mahre (USA)                | Jacques Lüthy (SUI)               |
| 1982 | Ingemar Stenmark (SWE)                        | Bojan Križaj (YUG)              | Bengt Fjällberg (SWE)             |
| 1985 | Jonas Nilsson (SWE)                           | Marc Girardelli (LUX)           | Robert Zoller (AUT)               |
| 1987 | Frank Wörndl (GER)                            | Günther Mader (AUT)             | Armin Bittner (GER)               |
| 1989 | Rudolf Nierlich (AUT)                         | Armin Bittner (GER)             | Marc Girardelli (LUX)             |
| 1991 | Marc Girardelli (LUX)                         | Thomas Stangassinger (AUT)      | Ole Kristian Furuseth (NOR)       |
| 1993 | Kjetil André Aamodt (NOR)                     | Marc Girardelli (LUX)           | Thomas Stangassinger (AUT)        |
| 1996 | Alberto Tomba (ITA)                           | Mario Reiter (Skiläufer) (AUT)  | Michael von Grünigen (SUI)        |
| 1997 | Tom Stiansen (NOR)                            | Sébastien Amiez (FRA)           | Alberto Tomba (ITA)               |
| 1999 | Kalle Palander (FIN)                          | Lasse Kjus (NOR)                | Christian Mayer (Skiläufer) (AUT) |
| 2001 | Mario Matt (AUT)                              | Benjamin Raich (AUT)            | Mitja Kunc (SLO)                  |
| 2003 | Ivica Kostelić (CRO)                          | Silvan Zurbriggen (SUI)         | Giorgio Rocca (ITA)               |
| 2005 | Benjamin Raich (AUT)                          | Rainer Schönfelder (AUT)        | Giorgio Rocca (ITA)               |
| 2007 | Mario Matt (AUT)                              | Manfred Mölgg (ITA)             | Jean-Baptiste Grange (FRA)        |
| 2009 | Manfred Pranger (AUT)                         | Julien Lizeroux (FRA)           | Michael Janyk (CAN)               |

#### Combinata alpină
| CM   | Aur                       | Argint                       | Bronz                          |
| ---- | ------------------------- | ---------------------------- | ------------------------------ |
| 1931 | Otto Furrer (SUI)         | Hans Hauser (AUT)            | Gustav Lantschner (AUT)        |
| 1933 | Anton Seelos (AUT)        | Willi Steuri (SUI)           | Otto Furrer (SUI)              |
| 1934 | David Zogg (SUI)          | Franz Pfnür (GER)            | Heinz von Allmen (SUI)         |
| 1935 | Anton Seelos (AUT)        | Émile Allais (FRA)           | Birger Ruud (NOR)              |
| 1936 | Rudolf Rominger (SUI)     | Heinz von Allmen (SUI)       | Eberhard Kneissl (AUT)         |
| 1937 | Émile Allais (FRA)        | Maurice Lafforgue (FRA)      | Willi Steuri (SUI)             |
| 1938 | Émile Allais (FRA)        | Rudolf Rominger (SUI)        | Hellmut Lantschner (GER)       |
| 1939 | Josef Jennewein (GER)     | Wilhelm Walch (GER)          | Rudolf Rominger (SUI)          |
| 1941 | Josef Jennewein (GER)     | Alberto Marcellin (ITA)      | Vittorio Chierroni (ITA)       |
| 1948 | Henri Oreiller (FRA)      | Karl Molitor (SUI)           | James Couttet (FRA)            |
| 1954 | Stein Eriksen (NOR)       | Christian Pravda (AUT)       | Stig Sollander (SWE)           |
| 1956 | Toni Sailer (AUT)         | Charles Bozon (FRA)          | Stig Sollander (SWE)           |
| 1958 | Toni Sailer (AUT)         | Josef Rieder (AUT)           | Roger Staub (SUI)              |
| 1960 | Guy Périllat (FRA)        | Charles Bozon (FRA)          | Hans-Peter Lanig (GER)         |
| 1962 | Karl Schranz (AUT)        | Gerhard Nenning (AUT)        | Ludwig Leitner (GER)           |
| 1964 | Ludwig Leitner (GER)      | Gerhard Nenning (AUT)        | Billy Kidd (USA)               |
| 1966 | Jean-Claude Killy (FRA)   | Léo Lacroix (FRA)            | Ludwig Leitner (GER)           |
| 1968 | Jean-Claude Killy (FRA)   | Dumeng Giovanoli (SUI)       | Heinrich Messner (AUT)         |
| 1970 | Billy Kidd (USA)          | Patrick Russel (FRA)         | Andrzej Bachleda-Curuś (POL)   |
| 1972 | Gustav Thöni (ITA)        | Walter Tresch (SUI)          | Jim Hunter (CAN)               |
| 1974 | Franz Klammer (AUT)       | Andrzej Bachleda-Curuś (POL) | Wolfgang Junginger (GER)       |
| 1976 | Gustav Thöni (ITA)        | Willi Frommelt (LIE)         | Greg Jones (USA)               |
| 1978 | Andreas Wenzel (LIE)      | Sepp Ferstl (GER)            | Pete Patterson (USA)           |
| 1980 | Phil Mahre (USA)          | Andreas Wenzel (LIE)         | Leonhard Stock (AUT)           |
| 1982 | Michel Vion (FRA)         | Peter Lüscher (SUI)          | Anton Steiner (AUT)            |
| 1985 | Pirmin Zurbriggen (SUI)   | Ernst Riedlsperger (AUT)     | Thomas Bürgler (SUI)           |
| 1987 | Marc Girardelli (LUX)     | Pirmin Zurbriggen (SUI)      | Günther Mader (AUT)            |
| 1989 | Marc Girardelli (LUX)     | Paul Accola (SUI)            | Günther Mader (AUT)            |
| 1991 | Stephan Eberharter (AUT)  | Kristian Ghedina (ITA)       | Günther Mader (AUT)            |
| 1993 | Lasse Kjus (NOR)          | Kjetil André Aamodt (NOR)    | Marc Girardelli (LUX)          |
| 1996 | Marc Girardelli (LUX)     | Lasse Kjus (NOR)             | Günther Mader (AUT)            |
| 1997 | Kjetil André Aamodt (NOR) | Bruno Kernen (SUI)           | Mario Reiter (Skiläufer) (AUT) |
| 1999 | Kjetil André Aamodt (NOR) | Lasse Kjus (NOR)             | Paul Accola (SUI)              |
| 2001 | Kjetil André Aamodt (NOR) | Mario Matt (AUT)             | Paul Accola (SUI)              |
| 2003 | Bode Miller (USA)         | Lasse Kjus (NOR)             | Kjetil André Aamodt (NOR)      |
| 2005 | Benjamin Raich (AUT)      | Aksel Lund Svindal (NOR)     | Giorgio Rocca (ITA)            |
| 2007 | Daniel Albrecht (SUI)     | Benjamin Raich (AUT)         | Marc Berthod (SUI)             |
| 2009 | Aksel Lund Svindal (NOR)  | Julien Lizeroux (FRA)        | Natko Zrnčić-Dim (CRO)         |

## Femei

### Coborâre
| CM   | Aur                          | Argint                           | Bronz                                 |
| ---- | ---------------------------- | -------------------------------- | ------------------------------------- |
| 1931 | Esmé MacKinnon (GBR)         | Nell Carroll (GBR)               | Irma Schmidegg (AUT)                  |
| 1932 | Paula Wiesinger (ITA)        | Inge Wersin-Lantschner (AUT)     | Hadwig Pfeifer-Lantschner (AUT)       |
| 1933 | Inge Wersin-Lantschner (AUT) | Nini von Arx-Zogg (SUI)          | Gerda Paumgarten (AUT)                |
| 1934 | Anny Rüegg (SUI)             | Christl Cranz (GER)              | Lisa Resch (GER)                      |
| 1935 | Christl Cranz (GER)          | Hadwig Pfeifer-Lantschner (GER)  | Anny Rüegg (SUI)                      |
| 1936 | Evelyn Pinching (GBR)        | Elvira Osirnig (SUI)             | Nini von Arx-Zogg (SUI)               |
| 1937 | Christl Cranz (GER)          | Nini von Arx-Zogg (SUI)          | Käthe Grasegger (GER)                 |
| 1938 | Lisa Resch (GER)             | Christl Cranz (GER)              | Käthe Grasegger (GER)                 |
| 1939 | Christl Cranz (GER)          | Lisa Resch (GER)                 | Helga Gödl (GER)                      |
| 1941 | Christl Cranz (GER)          | Käthe Grasegger (GER)            | Anneliese Schuh-Proxauf (GER)         |
| 1948 | Hedy Schlunegger (SUI)       | Trude Jochum-Beiser (AUT)        | Resi Hammerer (AUT)                   |
| 1950 | Trude Jochum-Beiser (AUT)    | Erika Mahringer (AUT)            | Georgette Thiollière (FRA)            |
| 1952 | Trude Jochum-Beiser (AUT)    | Mirl Buchner (GER)               | Giuliana Chenal Minuzzo (ITA)         |
| 1954 | Ida Schöpfer (SUI)           | Trude Klecker (AUT)              | Lucienne Schmith (FRA)                |
| 1956 | Madeleine Berthod (SUI)      | Frieda Dänzer (SUI)              | Lucille Wheeler (CAN)                 |
| 1958 | Lucille Wheeler (CAN)        | Frieda Dänzer (SUI)              | Carla Marchelli (ITA)                 |
| 1960 | Heidi Biebl (GER)            | Penelope Pitou (USA)             | Traudl Hecher (AUT)                   |
| 1962 | Christl Haas (AUT)           | Pia Riva (ITA)                   | Barbara Ferries (USA)                 |
| 1964 | Christl Haas (AUT)           | Edith Zimmermann (AUT)           | Traudl Hecher (AUT)                   |
| 1966 | Marielle Goitschel (FRA)     | Annie Famose (FRA)               | Burgl Färbinger (GER)                 |
| 1968 | Olga Pall (AUT)              | Isabelle Mir (FRA)               | Christl Haas (AUT)                    |
| 1970 | Annerösli Zryd (SUI)         | Isabelle Mir (FRA)               | Annemarie Moser-Pröll (AUT)           |
| 1972 | Marie-Theres Nadig (SUI)     | Annemarie Moser-Pröll (AUT)      | Susan Corrock (USA)                   |
| 1974 | Annemarie Moser-Pröll (AUT)  | Betsy Clifford (CAN)             | Wiltrud Drexel (AUT)                  |
| 1976 | Rosi Mittermaier (GER)       | Brigitte Totschnig (AUT)         | Cindy Nelson (USA)                    |
| 1978 | Annemarie Moser-Pröll (AUT)  | Irene Epple (GER)                | Doris de Agostini (SUI)               |
| 1980 | Annemarie Moser-Pröll (AUT)  | Hanni Wenzel (LIE)               | Marie-Theres Nadig (SUI)              |
| 1982 | Gerry Sorensen (CAN)         | Cindy Nelson (USA)               | Laurie Graham (CAN)                   |
| 1985 | Michela Figini (SUI)         | Ariane Ehrat (SUI) Austria       | -                                     |
| 1987 | Maria Walliser (SUI)         | Michela Figini (SUI)             | Regine Mösenlechner (GER)             |
| 1989 | Maria Walliser (SUI)         | Karen Percy (CAN)                | Karin Dedler (GER)                    |
| 1991 | Petra Kronberger (AUT)       | Nathalie Bouvier (FRA)           | Swetlana Alexejewna Gladyschewa (RUS) |
| 1993 | Kate Pace (CAN)              | Astrid Lødemel (NOR)             | Anja Haas (AUT)                       |
| 1996 | Picabo Street (USA)          | Katja Seizinger (GER)            | Hilary Lindh (USA)                    |
| 1997 | Hilary Lindh (USA)           | Heidi Zurbriggen (SUI)           | Pernilla Wiberg (SWE)                 |
| 1999 | Renate Götschl (AUT)         | Michaela Dorfmeister (AUT)       | Stefanie Schuster (AUT)               |
| 2001 | Michaela Dorfmeister (AUT)   | Renate Götschl (AUT)             | Selina Heregger (AUT)                 |
| 2003 | Mélanie Turgeon (CAN)        | Corinne Rey-Bellet (SUI) Austria | -                                     |
| 2005 | Janica Kostelić (CRO)        | Elena Fanchini (ITA)             | Renate Götschl (AUT)                  |
| 2007 | Anja Pärson (SWE)            | Lindsey Vonn (USA)               | Nicole Hosp (AUT)                     |
| 2009 | Lindsey Vonn (USA)           | Lara Gut (SUI)                   | Nadia Fanchini (ITA)                  |

### Slalom super-uriaș (Super G)
| CM   | Aur                         | Argint                      | Bronz                      |
| ---- | --------------------------- | --------------------------- | -------------------------- |
| 1987 | Maria Walliser (SUI)        | Michela Figini (SUI)        | Mateja Svet (YUG)          |
| 1989 | Ulrike Maier (AUT)          | Sigrid Wolf (AUT)           | Michaela Gerg (GER)        |
| 1991 | Ulrike Maier (AUT)          | Carole Merle (FRA)          | Anita Wachter (AUT)        |
| 1993 | Katja Seizinger (GER)       | Sylvia Eder (AUT)           | Astrid Lødemel (NOR)       |
| 1996 | Isolde Kostner (ITA)        | Heidi Zurbriggen (SUI)      | Picabo Street (USA)        |
| 1997 | Isolde Kostner (ITA)        | Katja Seizinger (GER)       | Hilde Gerg (GER)           |
| 1999 | Alexandra Meissnitzer (AUT) | Renate Götschl (AUT)        | Michaela Dorfmeister (AUT) |
| 2001 | Régine Cavagnoud (FRA)      | Isolde Kostner (ITA)        | Hilde Gerg (GER)           |
| 2003 | Michaela Dorfmeister (AUT)  | Kirsten Lee Clark (USA)     | Jonna Mendes (USA)         |
| 2005 | Anja Pärson (SWE)           | Lucia Recchia (ITA)         | Julia Mancuso (USA)        |
| 2007 | Anja Pärson (SWE)           | Lindsey Vonn (USA)          | Renate Götschl (AUT)       |
| 2009 | Lindsey Vonn (USA)          | Marie Marchand-Arvier (FRA) | Andrea Fischbacher (AUT)   |

### Slalom uriaș
| CM   | Aur                           | Argint                                               | Bronz                         |
| ---- | ----------------------------- | ---------------------------------------------------- | ----------------------------- |
| 1987 | Andrea Mead-Lawrence (USA)    | Dagmar Rom (AUT)                                     | Mirl Buchner (GER)            |
| 1954 | Lucienne Schmith (FRA)        | Madeleine Berthod (SUI)                              | Jeanette Burr (USA)           |
| 1956 | Ossi Reichert (GER)           | Josefa Frandl (AUT)                                  | Dorothea Hochleitner (AUT)    |
| 1958 | Lucille Wheeler (CAN)         | Sally Deaver (USA)                                   | Frieda Dänzer (SUI)           |
| 1960 | Yvonne Rüegg (SUI)            | Penelope Pitou (USA)                                 | Giuliana Chenal Minuzzo (ITA) |
| 1962 | Marianne Jahn (AUT)           | Erika Netzer (AUT)                                   | Joan Hannah (USA)             |
| 1964 | Marielle Goitschel (FRA)      | Christine Goitschel (FRA) Statele Unite ale Americii | -                             |
| 1966 | Marielle Goitschel (FRA)      | Heidi Zimmermann (AUT)                               | Florence Steurer (FRA)        |
| 1968 | Nancy Greene (CAN)            | Annie Famose (FRA)                                   | Fernande Bochatay (SUI)       |
| 1970 | Betsy Clifford (CAN)          | Ingrid Lafforgue (FRA)                               | Françoise Macchi (FRA)        |
| 1972 | Marie-Theres Nadig (SUI)      | Annemarie Moser-Pröll (AUT)                          | Wiltrud Drexel (AUT)          |
| 1974 | Fabienne Serrat (FRA)         | Traudl Treichl (GER)                                 | Jacqueline Rouvier (FRA)      |
| 1976 | Kathy Kreiner (CAN)           | Rosi Mittermaier (GER)                               | Danièle Debernard (FRA)       |
| 1978 | Maria Epple (GER)             | Lise-Marie Morerod (SUI)                             | Annemarie Moser-Pröll (AUT)   |
| 1980 | Hanni Wenzel (LIE)            | Irene Epple (GER)                                    | Perrine Pelen (FRA)           |
| 1982 | Erika Hess (SUI)              | Christin Cooper (USA)                                | Ursula Konzett (LIE)          |
| 1985 | Diann Roffe-Steinrotter (USA) | Elisabeth Kirchler (AUT)                             | Eva Twardokens (USA)          |
| 1987 | Vreni Schneider (SUI)         | Mateja Svet (YUG)                                    | Maria Walliser (SUI)          |
| 1989 | Vreni Schneider (SUI)         | Carole Merle (FRA)                                   | Mateja Svet (YUG)             |
| 1991 | Pernilla Wiberg (SWE)         | Ulrike Maier (AUT)                                   | Traudl Hächer (GER)           |
| 1993 | Carole Merle (FRA)            | Anita Wachter (AUT)                                  | Martina Ertl-Renz (GER)       |
| 1996 | Deborah Compagnoni (ITA)      | Karin Roten (SUI)                                    | Martina Ertl-Renz (GER)       |
| 1997 | Deborah Compagnoni (ITA)      | Karin Roten (SUI)                                    | Leila Piccard (FRA)           |
| 1999 | Alexandra Meissnitzer (AUT)   | Andrine Flemmen (NOR)                                | Anita Wachter (AUT)           |
| 2001 | Sonja Nef (SUI)               | Karen Putzer (ITA)                                   | Anja Pärson (SWE)             |
| 2003 | Anja Pärson (SWE)             | Denise Karbon (ITA)                                  | Allison Forsyth (CAN)         |
| 2005 | Anja Pärson (SWE)             | Tanja Poutiainen (FIN)                               | Julia Mancuso (USA)           |
| 2007 | Nicole Hosp (AUT)             | Maria Pietilä-Holmner (SWE)                          | Denise Karbon (ITA)           |
| 2009 | Kathrin Hölzl (GER)           | Tina Maze (SLO)                                      | Tanja Poutiainen (FIN)        |

### Slalom
| CM   | Aur                          | Argint                       | Bronz                         |
| ---- | ---------------------------- | ---------------------------- | ----------------------------- |
| 1931 | Esmé MacKinnon (GBR)         | Inge Wersin-Lantschner (AUT) | Jeanette Kessler (GBR)        |
| 1932 | Rösli Streiff (SUI)          | Audrey Sale-Barker (GBR)     | Doreen Elliott (GBR)          |
| 1933 | Inge Wersin-Lantschner (AUT) | Helen Boughton-Leigh (GBR)   | Helen Zingg (SUI)             |
| 1934 | Christl Cranz (GER)          | Lisa Resch (GER)             | Rösli Rominger (SUI)          |
| 1935 | Anny Rüegg (SUI)             | Christl Cranz (GER)          | Käthe Grasegger (GER)         |
| 1936 | Gerda Paumgarten (AUT)       | Evelyn Pinching (GBR)        | Margarethe Weikert (AUT)      |
| 1937 | Christl Cranz (GER)          | Käthe Grasegger (GER)        | Lisa Resch (GER)              |
| 1938 | Christl Cranz (GER)          | Nini von Arx-Zogg (SUI)      | Erna Steuri (SUI)             |
| 1939 | Christl Cranz (GER)          | Gritli Schaad (SUI)          | Eva Maj-Nilsson (SWE)         |
| 1941 | Celina Seghi (ITA)           | Christl Cranz (GER)          | Anneliese Schuh-Proxauf (GER) |
| 1948 | Gretchen Fraser (USA)        | Antoinette Meyer (SUI)       | Erika Mahringer (AUT)         |
| 1950 | Dagmar Rom (AUT)             | Erika Mahringer (AUT)        | Celina Seghi (ITA)            |
| 1952 | Andrea Mead-Lawrence (USA)   | Ossi Reichert (GER)          | Mirl Buchner (GER)            |
| 1954 | Trude Klecker (AUT)          | Ida Schöpfer (SUI)           | Sara Thomasson (SWE)          |
| 1956 | Renée Colliard (SUI)         | Regina Schöpf (AUT)          | Jewgenija Sidorowa (URS)      |
| 1958 | Inger Bjørnbakken (NOR)      | Josefa Frandl (AUT)          | Annemarie Waser (SUI)         |
| 1960 | Anne Heggtveit (CAN)         | Betsy Snite (USA)            | Barbara Henneberger (GER)     |
| 1962 | Marianne Jahn (AUT)          | Marielle Goitschel (FRA)     | Erika Netzer (AUT)            |
| 1964 | Christine Goitschel (FRA)    | Marielle Goitschel (FRA)     | Jean Saubert (USA)            |
| 1966 | Annie Famose (FRA)           | Marielle Goitschel (FRA)     | Penny McCoy (USA)             |
| 1968 | Marielle Goitschel (FRA)     | Nancy Greene (CAN)           | Annie Famose (FRA)            |
| 1970 | Ingrid Lafforgue (FRA)       | Barbara Ann Cochran (USA)    | Michèle Jacot (FRA)           |
| 1972 | Barbara Ann Cochran (USA)    | Danièle Debernard (FRA)      | Florence Steurer (FRA)        |
| 1974 | Hanni Wenzel (LIE)           | Michèle Jacot (FRA)          | Lise-Marie Morerod (SUI)      |
| 1976 | Rosi Mittermaier (GER)       | Claudia Giordani (ITA)       | Hanni Wenzel (LIE)            |
| 1978 | Lea Sölkner (AUT)            | Pamela Behr (GER)            | Monika Kaserer (AUT)          |
| 1980 | Hanni Wenzel (LIE)           | Christa Kinshofer (GER)      | Erika Hess (SUI)              |
| 1982 | Erika Hess (SUI)             | Christin Cooper (USA)        | Daniela Zini (ITA)            |
| 1985 | Perrine Pelen (FRA)          | Christelle Guignard (FRA)    | Paoletta Magoni (ITA)         |
| 1987 | Erika Hess (SUI)             | Roswitha Steiner (AUT)       | Mateja Svet (YUG)             |
| 1989 | Mateja Svet (YUG)            | Vreni Schneider (SUI)        | Tamara McKinney (USA)         |
| 1991 | Vreni Schneider (SUI)        | Nataša Bokal (YUG)           | Ingrid Salvenmoser (AUT)      |
| 1993 | Karin Buder (AUT)            | Julie Parisien (USA)         | Elfriede Eder (AUT)           |
| 1996 | Pernilla Wiberg (SWE)        | Patricia Chauvet (FRA)       | Urška Hrovat (SLO)            |
| 1997 | Deborah Compagnoni (ITA)     | Lara Magoni (ITA)            | Karin Roten (SUI)             |
| 1999 | Zali Steggall (AUS)          | Pernilla Wiberg (SWE)        | Trine Bakke Rognmo (NOR)      |
| 2001 | Anja Pärson (SWE)            | Christel Pascal (FRA)        | Hedda Berntsen (NOR)          |
| 2003 | Janica Kostelić (CRO)        | Marlies Schild (AUT)         | Nicole Hosp (AUT)             |
| 2005 | Janica Kostelić (CRO)        | Tanja Poutiainen (FIN)       | Šárka Záhrobská (CZE)         |
| 2007 | Šárka Záhrobská (CZE)        | Marlies Schild (AUT)         | Anja Pärson (SWE)             |
| 2009 | Maria Riesch (GER)           | Šárka Záhrobská (CZE)        | Tanja Poutiainen (FIN)        |

### Combinata alpină
| CM   | Aur                          | Argint                       | Bronz                           |
| ---- | ---------------------------- | ---------------------------- | ------------------------------- |
| 1932 | Rösli Streiff (SUI)          | Inge Wersin-Lantschner (AUT) | Hadwig Pfeifer-Lantschner (AUT) |
| 1933 | Inge Wersin-Lantschner (AUT) | Gerda Paumgarten (AUT)       | Jeanette Kessler (GBR)          |
| 1934 | Christl Cranz (GER)          | Lisa Resch (GER)             | Anny Rüegg (SUI)                |
| 1935 | Christl Cranz (GER)          | Anny Rüegg (SUI)             | Käthe Grasegger (GER)           |
| 1936 | Evelyn Pinching (GBR)        | Elvira Osirnig (SUI)         | Gerda Paumgarten (AUT)          |
| 1937 | Christl Cranz (GER)          | Nini von Arx-Zogg (SUI)      | Käthe Grasegger (GER)           |
| 1938 | Christl Cranz (GER)          | Lisa Resch (GER)             | Käthe Grasegger (GER)           |
| 1939 | Christl Cranz (GER)          | Gritli Schaad (SUI)          | Lisa Resch (GER)                |
| 1941 | Christl Cranz (GER)          | Celina Seghi (ITA)           | Anneliese Schuh-Proxauf (GER)   |
| 1948 | Trude Jochum-Beiser (AUT)    | Gretchen Fraser (USA)        | Erika Mahringer (AUT)           |
| 1954 | Ida Schöpfer (SUI)           | Madeleine Berthod (SUI)      | Lucienne Schmith (FRA)          |
| 1956 | Madeleine Berthod (SUI)      | Frieda Dänzer (SUI)          | Giuliana Chenal Minuzzo (ITA)   |
| 1958 | Frieda Dänzer (SUI)          | Lucille Wheeler (CAN)        | Josefa Frandl (AUT)             |
| 1960 | Anne Heggtveit (CAN)         | Sonja Sperl (GER)            | Barbara Henneberger (GER)       |
| 1962 | Marielle Goitschel (FRA)     | Marianne Jahn (AUT)          | Erika Netzer (AUT)              |
| 1964 | Marielle Goitschel (FRA)     | Christl Haas (AUT)           | Edith Zimmermann (AUT)          |
| 1966 | Marielle Goitschel (FRA)     | Annie Famose (FRA)           | Heidi Zimmermann (AUT)          |
| 1968 | Nancy Greene (CAN)           | Marielle Goitschel (FRA)     | Annie Famose (FRA)              |
| 1970 | Michèle Jacot (FRA)          | Florence Steurer (FRA)       | Marilyn Cochran (USA)           |
| 1972 | Annemarie Moser-Pröll (AUT)  | Florence Steurer (FRA)       | Toril Førland (NOR)             |
| 1974 | Fabienne Serrat (FRA)        | Hanni Wenzel (LIE)           | Monika Kaserer (AUT)            |
| 1976 | Rosi Mittermaier (GER)       | Danièle Debernard (FRA)      | Hanni Wenzel (LIE)              |
| 1978 | Annemarie Moser-Pröll (AUT)  | Hanni Wenzel (LIE)           | Fabienne Serrat (FRA)           |
| 1980 | Hanni Wenzel (LIE)           | Cindy Nelson (USA)           | Ingrid Eberle (AUT)             |
| 1982 | Erika Hess (SUI)             | Perrine Pelen (FRA)          | Christin Cooper (USA)           |
| 1985 | Erika Hess (SUI)             | Sylvia Eder (AUT)            | Tamara McKinney (USA)           |
| 1987 | Erika Hess (SUI)             | Sylvia Eder (AUT)            | Tamara McKinney (USA)           |
| 1989 | Tamara McKinney (USA)        | Vreni Schneider (SUI)        | Brigitte Oertli (SUI)           |
| 1991 | Chantal Bournissen (SUI)     | Ingrid Stöckl (AUT)          | Vreni Schneider (SUI)           |
| 1993 | Miriam Vogt (GER)            | Picabo Street (USA)          | Anita Wachter (AUT)             |
| 1996 | Pernilla Wiberg (SWE)        | Anita Wachter (AUT)          | Marianne Kjørstad (NOR)         |
| 1997 | Renate Götschl (AUT)         | Katja Seizinger (GER)        | Hilde Gerg (GER)                |
| 1999 | Pernilla Wiberg (SWE)        | Renate Götschl (AUT)         | Florence Masnada (FRA)          |
| 2001 | Martina Ertl-Renz (GER)      | Christine Sponring (AUT)     | Karen Putzer (ITA)              |
| 2003 | Janica Kostelić (CRO)        | Nicole Hosp (AUT)            | Marlies Oester (SUI)            |
| 2005 | Janica Kostelić (CRO)        | Anja Pärson (SWE)            | Marlies Schild (AUT)            |
| 2007 | Anja Pärson (SWE)            | Julia Mancuso (USA)          | Marlies Schild (AUT)            |
| 2009 | Kathrin Zettel (AUT)         | Lara Gut (SUI)               | Elisabeth Görgl (AUT)           |